# Gran Premi de l'Azerbaidjan del 2022
El Gran Premi de l'Azerbaidjan de Fórmula 1, la vuitena cursa de la temporada 2022, ès disputa entre els dies 10 a 12 de juny del 2022, al Circuit urbà de Bakú, Azerbaidjan.

## Qualificació
La qualificació va ser realitzat el dia 11 de juny.
| Pos.               | Nº | Pilot            | Equip/Motor           | Part 1   | Part 2   | Part 3   | Graella |
| ------------------ | -- | ---------------- | --------------------- | -------- | -------- | -------- | ------- |
| 1                  | 16 | Charles Leclerc  | Ferrari               | 1:42.865 | 1:42.046 | 1:41.359 | 1       |
| 2                  | 11 | Sergio Pérez     | Red Bull-RBPT         | 1:42.733 | 1:41.955 | 1:41.641 | 2       |
| 3                  | 1  | Max Verstappen   | Red Bull-RBPT         | 1:42.722 | 1:42.227 | 1:41.706 | 3       |
| 4                  | 55 | Carlos Sainz Jr. | Ferrari               | 1:42.957 | 1:42.088 | 1:41.814 | 4       |
| 5                  | 63 | George Russell   | Mercedes              | 1:43.754 | 1:43.281 | 1:42.712 | 5       |
| 6                  | 10 | Pierre Gasly     | AlphaTauri-RBPT       | 1:43.268 | 1:43.129 | 1:42.845 | 6       |
| 7                  | 44 | Lewis Hamilton   | Mercedes              | 1:43.939 | 1:43.182 | 1:42.924 | 7       |
| 8                  | 22 | Yuki Tsunoda     | AlphaTauri-RBPT       | 1:43.595 | 1:43.376 | 1:43.056 | 8       |
| 9                  | 5  | Sebastian Vettel | Aston Martin-Mercedes | 1:43.279 | 1:43.268 | 1:43.091 | 9       |
| 10                 | 14 | Fernando Alonso  | Alpine-Renault        | 1:44.083 | 1:43.360 | 1:43.173 | 10      |
| 11                 | 4  | Lando Norris     | McLaren-Mercedes      | 1:44.237 | 1:43.398 |          | 11      |
| 12                 | 3  | Daniel Ricciardo | McLaren-Mercedes      | 1:44.437 | 1:43.574 |          | 12      |
| 13                 | 31 | Esteban Ocon     | Alpine-Renault        | 1:43.903 | 1:43.585 |          | 13      |
| 14                 | 24 | Guanyu Zhou      | Alfa Romeo-Ferrari    | 1:43.777 | 1:43.790 |          | 14      |
| 15                 | 77 | Valtteri Bottas  | Alfa Romeo-Ferrari    | 1:44.478 | 1:44.444 |          | 15      |
| 16                 | 20 | Kevin Magnussen  | Haas-Ferrari          | 1:44.643 |          |          | 16      |
| 17                 | 23 | Alexander Albon  | Williams-Mercedes     | 1:44.719 |          |          | 17      |
| 18                 | 6  | Nicholas Latifi  | Williams-Mercedes     | 1:45.367 |          |          | 18      |
| 19                 | 18 | Lance Stroll     | Aston Martin-Mercedes | 1:45.371 |          |          | 19      |
| 20                 | 47 | Mick Schumacher  | Haas-Ferrari          | 1:45.775 |          |          | 20      |
| 107%Temps:1:49.912 |    |                  |                       |          |          |          |         |
| Font:              |    |                  |                       |          |          |          |         |

## Cursa
La cursa va ser realitzat en el dia 12 de juny.
| Pos.                                                                   | Nº | Pilot            | Equip/Motor           | Voltes | Temps/Retirada | Graella | Punts |
| ---------------------------------------------------------------------- | -- | ---------------- | --------------------- | ------ | -------------- | ------- | ----- |
| 1                                                                      | 1  | Max Verstappen   | Red Bull-RBPT         | 51     | 1:34.05.941    | 3       | 25    |
| 2                                                                      | 11 | Sergio Pérez     | Red Bull-RBPT         | 51     | +20.823        | 2       | 191   |
| 3                                                                      | 63 | George Russell   | Mercedes              | 51     | +45.955        | 5       | 15    |
| 4                                                                      | 44 | Lewis Hamilton   | Mercedes              | 51     | +1:11.679      | 7       | 12    |
| 5                                                                      | 10 | Pierre Gasly     | AlphaTauri-RBPT       | 51     | +1:17.279      | 6       | 10    |
| 6                                                                      | 5  | Sebastian Vettel | Aston Martin-Mercedes | 51     | +1:24.099      | 9       | 8     |
| 7                                                                      | 14 | Fernando Alonso  | Alpine-Renault        | 51     | +1:28.596      | 10      | 6     |
| 8                                                                      | 3  | Daniel Ricciardo | McLaren-Mercedes      | 51     | +1:32.207      | 12      | 4     |
| 9                                                                      | 4  | Lando Norris     | McLaren-Mercedes      | 51     | +1:32.556      | 11      | 2     |
| 10                                                                     | 31 | Esteban Ocon     | Alpine-Renault        | 51     | +1:48.184      | 13      | 1     |
| 11                                                                     | 77 | Valtteri Bottas  | Alfa Romeo-Ferrari    | 50     | +1 volta       | 15      |       |
| 12                                                                     | 22 | Yuki Tsunoda     | AlphaTauri-RBPT       | 50     | +1 volta       | 17      |       |
| 13                                                                     | 23 | Alexander Albon  | Williams-Mercedes     | 50     | +1 volta       | 8       |       |
| 14                                                                     | 47 | Mick Schumacher  | Haas-Ferrari          | 50     | +1 volta       | 20      |       |
| 15                                                                     | 6  | Nicholas Latifi  | Williams-Mercedes     | 50     | +1 volta2      | 18      |       |
| 16                                                                     | 18 | Lance Stroll     | Aston Martin-Mercedes | 46     | +5 voltes      | 19      |       |
| Ret                                                                    | 20 | Kevin Magnussen  | Haas-Ferrari          | 32     | Motor          | 16      |       |
| Ret                                                                    | 24 | Guanyu Zhou      | Alfa Romeo-Ferrari    | 23     | Prob. tècnics  | 14      |       |
| Ret                                                                    | 16 | Charles Leclerc  | Ferrari               | 20     | Motor          | 1       |       |
| Ret                                                                    | 55 | Carlos Sainz Jr. | Ferrari               | 8      | Hidràulics     | 4       |       |
| Volta ràpida: — Sergio Pérez (Red Bull-RBPT) – 1:46.046 (en el lap 36) |    |                  |                       |        |                |         |       |
| Font:                                                                  |    |                  |                       |        |                |         |       |

Notes
- ^1  – Inclòs 1 punt extra per la volta ràpida.
- ^2  – Nicholas Latifi recebeix una penalització de 5 segons per ignorar les banderes blaus, més el seu resultat final no fou afectat.

## Classificació després de la cursa
| Pos. | Pilot            | Punts | Canvis |
| ---- | ---------------- | ----- | ------ |
| 1    | Max Verstappen   | 150   | =      |
| 2    | Sergio Pérez     | 129   | 1      |
| 3    | Charles Leclerc  | 116   | 1      |
| 4    | George Russell   | 99    | =      |
| 5    | Carlos Sainz Jr. | 83    | =      |

| Pos. | Constructor      | Punts | Canvis |
| ---- | ---------------- | ----- | ------ |
| 1    | Red Bull-RBPT    | 279   | =      |
| 2    | Ferrari          | 199   | =      |
| 3    | Mercedes         | 161   | =      |
| 4    | McLaren-Mercedes | 65    | =      |
| 5    | Alpine-Renault   | 47    | 1      |